# 横須賀市立逸見小学校
横須賀市立逸見小学校（よこすかしりつ へみしょうがっこう）とは、神奈川県横須賀市西逸見町にある市立小学校。

## 沿革
- 1873年（明治6年）5月9日 - 逸見学舎として開校。
- 時期不明 - 神奈川県三浦郡逸見村逸見小学校に改称。
- 1876年（明治9年）4月 - 尋常逸見小学校に改称。
- 1879年（明治12年） - 神奈川県三浦郡立逸見小学校に改称。
- 1900年（明治33年）4月 - 第二横須賀小学校に改称。
- 1902年（明治35年）4月 - 尋常第三小学校に改称。
- 1905年（明治38年）4月 - 高等科を設立、尋常高等横須賀小学校に改称。
- 1908年（明治41年）4月 - 高等科を廃止、尋常逸見小学校に改称。
- 1911年（明治44年）11月 - 尋常沢山小学校（現在の横須賀市立沢山小学校）を分離。
- 1926年（大正15年）4月 - 高等科を設立、逸見尋常高等小学校に改称。
- 1941年（昭和16年）4月1日 - 国民学校令により横須賀市逸見国民学校に改称。
- 1947年（昭和22年）4月1日 - 学校教育法により現校名に改称。
- 2009年（平成21年）5月 - 本校のクスノキが景観重要樹木に指定される[1]。

## 通学区域
2014年度は以下の通りである。
- 吉倉町
- 西逸見町
- 東逸見町1丁目

## 進学先中学校
本校の通学区域がそれとなっているのは横須賀市立坂本中学校である。
また、公立学校選択制により以下の中学校を選択できる。
- 横須賀市立不入斗中学校
- 横須賀市立田浦中学校
- 横須賀市立池上中学校
- 横須賀市立衣笠中学校

## 交通
- 京浜急行電鉄本線逸見駅より徒歩
- 京浜急行バス汀橋バス停より徒歩

## 著名な出身者
- 上地克明 - （政治家）
- 上地雄輔 - （俳優、タレント、歌手）
- 佐藤さとる - （児童文学作家）